# Medida socioeducativa
A medida socioeducativa é uma sanção pedagógica e de ressocialização aplicada por juiz, baseado na lei, em uma pessoa na fase infanto-juvenil (não imputável penalmente: faixa etária de treze à dezesete anos) que praticou uma infração.
Na educação social, a sócieducação é ligada aos aspectos sociais e aos direitos humanos e o uso destes na educação; é um conjunto de programas e ações (articulando práticas educativas, demandas sociais e, direitos humanos) para mobilizar nas crianças e adolescentes comportamentos para uma melhor convivência e, também superarem as condições de exclusão social (violência, pobreza e, marginalidade).

## No Brasil
É uma medida de sanção de acordo com a "Doutrina da Proteção Integral" baseada nos seguintes aspectos legais: Direitos Humanos, Constituição Federal, Estatuto da Criança e do Adolescente (ECA, lei 8 069 de 13 de julho de 1990). Onde a medida aplicada é baseado em: métodos sociais, psicológico, circunstâncias do ocorrido e, grau de gravidade da contravenção.

## Doutrina da Proteção Integral
Criado para garantir acesso total às políticas públicas básicas, atender as crianças e adolescentes de maneira a satisfazer todas as necessidades e direitos, de acordo com artigo 227 da Constituição Federal. Que informa ser dever (da família, sociedade e, Estado) assegurar ao infanto-juvenil à: vida, saúde, alimentação, educação, lazer, profissionalização, cultura, dignidade, respeito, liberdade, convivência em comunidade e, proteção contra exploração e crueldade.

## Classificação
As medidas são classificadas no Estatuto da Criança e do Adolescente em  (artigo 112) : advertência; reparar o dano; serviço à Comunidade; liberdade assistida; semiliberdade; Internação em estabelecimento educacional, e; Qualquer previstas no artigo 101.

### Advertência
Consiste na repreensão verbal (representada por um termo assinado) executada pelo juiz, requerida pelo promotor de justiça, dirigida ao adolescente (sem antecedentes) que cometeu uma contravenção de pouca gravidade (artigo 115 do ECA). Ocorre apenas com indícios de autoria e materialidade. Podendo ser aplicada a reparação de dano (art. 116 ECA).

### Reparo do dano
O adolescente infrator busca restituir/compensar algo ou alguém devido algum dano ou prejuízo sofrido pela vítima (artigo 116 do ECA); quando a contravenção trazer prejuízo ao móvel/imóvel (patrimonial).
Caso o infrator não tenha condições de fazer a reparação, isto será cobrado dos pais, ou aplicação de outra medida, para ter de fato uma aplicação pedagógica.

### Serviço à comunidade
Esta medida possibilita o retorno do adolescente ao convívio com a comunidade após a contravenção, por meio de tarefas/serviços não remunerados (por no máximo oito horas semanais e máximo seis meses), que serão prestados em locais como: escolas, hospitais, entidades assistenciais, ou programas comunitários (artigo 117 do ECA).

### Liberdade assistida
Liberdade acompanhada por um orientador no período de seis meses a três anos, um programa pedagógico individualizado respeitando as circunstâncias inerentes de cada adolescente, que o levaram a realizar uma contravenção. A medida inclui: inserção na família, convívio social na comunidade, desenvolvimento escolar e, mercado de trabalho (artigos 118 e 119 ECA).

### Internação em estabelecimento educacional
Nesta medida ocorre a "privação da liberdade" sendo o infrator retirado da sociedade, é quando a infração ocorre com grande ameaça/violência, ou por ter descumprido outras medidas: infrator sofre advertência → em seguida uma liberdade assistida → e depois pratica outro ato infracional → aplicação da internação (artigo 121 ao 125 do ECA).
A privação é analisado constantemente, no período de seis messes à três anos, ou quando a pessoa completar 21 anos. Atingido o tempo limite, o adolescente é enviado para a liberdade ou enviado na semiliberdade (sem antecedente criminal).
- Internação provisória: internação de no máximo 45 dias que ocorre após uma apreensão em flagrante ou por ordem escrita por um juiz.[9] É uma medida cautelar, decretada antes da sentença.[9]
- Internação com prazo indeterminado:  o prazo dependerá do projeto pedagógico.[9] Deve ser realizada com decisão fundamentada a cada seis meses após sentença.[9]
- Internação com prazo determinado (internação sanção, artigo 122 do  ECA): internação de mais 3 meses quando o interno descumprir de forma injustificável ou repetida a medida anteriormente imposta.[9]

### Semiliberdade
Medida de transição do adolescente infrator da internação para o meio aberto, possibilitando atividades externas na sociedade, mas com o direito de "ir e vir" ainda limitado, é obrigatório a participação na escola e no trabalho/estágio (artigo 120 do ECA).

### Previstas no artigo 101 do ECA
Quando o adolescente tem seus direitos ameaçados, é oferecido à este a medida protetiva (artigo 101 do ECA): por omissão ou abuso da sociedade/Estado/responsáveis, que podem leva-lo cometer uma infração. Como por exemplo, resultado de uma exploração sexual, maus tratos, precariedade de serviços públicos, que afeta o desenvolvimento positivo (artigo 98 do ECA). Resultando nas medidas: reinserir na familia; orientadores; escola obrigatória; políticas beneficiárias; tratamento psicológico.